# Доддабетта
Доддабетта (там. தொட்டபெட்டா, малаял. ഡൊഡ്ഡബെട്ട, канн. ದೊಡ್ಡ ಬೆಟ್ಟ) — горная вершина в штате Тамил-Наду, Индия. На языках бадага и каннада её название означает «большой холм».
Высота над уровнем моря составляет 2637 метров, а относительная — 2256 метров. Это вторая по высоте вершина горной цепи Западные Гхаты после горы Анай-Муди и наивысшая точка горного массива Нилгири. Склоны покрыты лесом.
На вершине расположена астрономическая обсерватория — небольшой дом с телескопом, доступный для туристов — открытая 18 июня 1983 года.

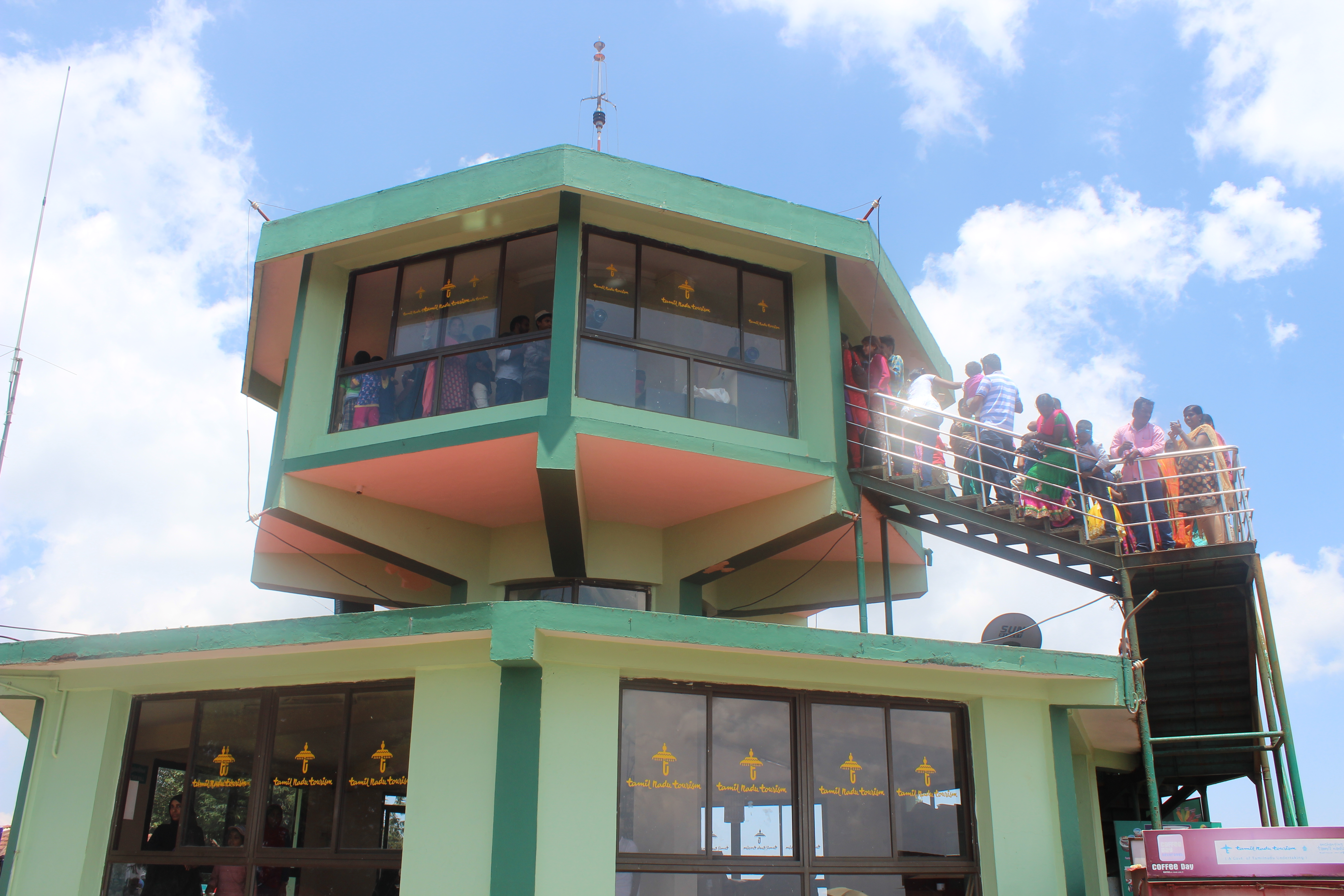
Обсерватория